# Getal van Stokes
Het getal van Stokes is een dimensieloos getal dat het gedrag van deeltjes in een stroming beschrijft en is vernoemd naar George Gabriel Stokes (1819–1903), een Ierse wis- en natuurkundige. Het getal van Stokes is de verhouding van de characteristieke tijdschaal van het deeltje vergeleken met die van de stroming:
{\displaystyle \mathrm {Stk} ={\tau _{p} \over \tau _{f}}}
{\displaystyle \tau _{p}} = responstijd van het deeltje (s)
{\displaystyle \tau _{f}} = tijdschaal van de stroming (s)
Dit betekend dat voor kleine Stokesgetallen {\displaystyle (\mathrm {Stk} \ll 1)} het deeltje de snelheid aanneemt van de lokale snelheid van de stroming, en het deeltje volgt dus precies de stroming zoals een stroomlijn. Als het Stokesgetal groot is {\displaystyle (\mathrm {Stk} \gg 1)} dan zal een deeltje zijn initiële pad volgen, en heeft de stroming enkel een klein effect op de baan van het deeltje. De snelheid van het deeltje is over het algemeen dus anders dan die van de omliggende stroming.
In een Stokesstroming, wat gedomineerd is door viskeuze krachten, en dus het Reynoldsgetal van het deeltje klein is {\displaystyle (\mathrm {Re} =vr_{p}/\nu <1)}, kan de responstijd van een bolvormig deeltje met straal {\displaystyle r_{p}} worden afgeschat met de wet van Stokes:
{\displaystyle {\begin{aligned}ma&=\mathrm {Stokesweerstand} \\{4 \over 3}\pi r_{p}^{3}\rho _{p}{dv \over dt}&=-6\pi \mu _{f}r_{p}v\\{dv \over dt}&=-v{9\mu _{f} \over 2r_{p}^{2}\rho _{p}}\\v(t)&=v_{0}e^{-\left({9\mu _{f} \over 2r_{p}^{2}\rho _{p}}\right)t}\end{aligned}}}
Hieruit volgt dat {\displaystyle \tau _{p}=2r_{p}^{2}\rho _{p}/(9\mu _{f})} met {\displaystyle \mu _{f}} is de dynamische viscositeit van de vloeistof, {\displaystyle \rho _{p}} de dichtheid van het deeltje, en {\displaystyle v} de snelheid. De karakteristieke tijdschaal van een constante stroming, onafhankelijk van tijd en ruimte, kan enkel worden gebaseerd op de grootte van het deeltjes en de snelheid:
{\displaystyle \tau _{f}={2r_{p} \over v}}
Als de stroming een duidelijke frequentie heeft dan kan dat ook gebruikt worden:
{\displaystyle \tau _{f}={1 \over f}}
Voor een turbulente stroming beschrijft de Kolmogorov tijdschaal de tijdschaal van de stroming en is gegeven door:
{\displaystyle \tau _{f}=\tau _{\eta }={\sqrt {\nu  \over \epsilon }}}
met {\displaystyle \nu =\mu _{f}/\rho _{f}} is de kinematische viscositeit, en {\displaystyle \epsilon } is de energiedissipatiesnelheid (het vermogen dat per kilo massa in de stroming wordt omgezet naar warmte door viscositeit). 
Archimedes ·
Atwood ·
Bagnold ·
Bejan ·
Biot ·
Bond ·
Brinkman ·
capillair getal ·
Cauchy ·
Damköhler ·
Darcy ·
Dean ·
Deborah ·
Eckert ·
Ekman ·
Eötvös ·
Euler ·
Froude ·
Galilei ·
Graetz ·
Grashof ·
Görtler ·
Hagen ·
Iribarren ·
Keulegan-Carpenter ·
Knudsen ·
Laplace ·
Lewis ·
Mach ·
Marangoni ·
Morton ·
Nusselt ·
Ohnesorge ·
Péclet ·
Prandtl ·
Rayleigh ·
Reynolds ·
Richardson ·
Roshko ·
Rossby ·
Rouse ·
Schmidt ·
Sherwood ·
Shields ·
Stanton ·
Stokes ·
Strouhal ·
Stuart ·
Suratman ·
Taylor ·
Ursell ·
Weber ·
Weissenberg ·
Womersley